# Vedasjön (Västerhaninge socken, Södermanland)
Vedasjön är en sjö i Haninge kommun i Södermanland och ingår i Tyresån-Trosaåns kustområde. Sjön har en area på 0,262 kvadratkilometer och ligger 41 meter över havet.

## Delavrinningsområde
Vedasjön ingår i det delavrinningsområde (655641-162898) som SMHI kallar för Mynnar i havet. Medelhöjden är 45 meter över havet och ytan är 54,57 kvadratkilometer. Räknas de 2 avrinningsområdena uppströms in blir den ackumulerade arean 57,76 kvadratkilometer. Avrinningsområdets utflöde mynnar i havet. Avrinningsområdet består mestadels av skog (55 procent) och jordbruk (20 procent). Avrinningsområdet har 0,76 kvadratkilometer vattenytor vilket ger det en sjöprocent på 1,4 procent. Bebyggelsen i området täcker en yta av 8,66 kvadratkilometer eller 15 procent av avrinningsområdet.